# Archives privées en France
 (juillet 2019).
Si vous disposez d'ouvrages ou d'articles de référence ou si vous connaissez des sites web de qualité traitant du thème abordé ici, merci de compléter l'article en donnant les références utiles à sa vérifiabilité et en les liant à la section « Notes et références ».
Les archives privées en France sont l'ensemble des archives produites par toute personne, physique ou morale n'étant pas assimilé service ou organisme public français, ou n'exerçant pas une mission de service public pour le compte de l'administration publique ou territoriale. Elles sont conservées par leurs producteurs d'origine pour leur usage propre, notamment pour des raisons d'ordres financier ou juridique. 
Le code du patrimoine donne des définitions précises des « archives » (art. L. 211-1) et des « archives publiques » (art. L. 211-4), et par défaut, les archives privées. 

## Historique
Avant la Révolution française, il n'existait pas à proprement parler d'institution à vocation nationale responsable des Archives. Les Archives de l'État étaient conservées par les services royaux et locaux de l'administration (couronne, parlements et cours souveraines, intendances, bailliages, chambres des comptes, offices royaux). On peut considérer que dès avant 1789, ces archives étaient des « archives publiques ».
En revanche, les archives des grands dignitaires, princes et seigneurs qui étaient conservées par leurs administrations particulières (régies, offices seigneuriaux), et les archives des institutions religieuses, alors étaient conservées dans leurs bâtiments (chancelleries diocésaines, abbayes, prieurés, congrégations religieuses, hôpitaux, léproserie, paroisses, confréries, etc.), étaient des archives privées. Une partie d'entre elles sont devenues par la suite des archives publiques. 
Un certain nombre de textes légaux ont rendu publiques certaines archives de droit privé :
- lettres patentes du 27 novembre 1789 : le roi prescrit à tous les monastères et chapitres de dresser inventaire de leur bibliothèque et de leurs archives et de les déposer aux greffes des tribunaux ou municipalités…
- loi du 5 novembre 1790 : réunion des archives des établissements religieux aux chefs-lieux des districts
- lois du 20 au 25 septembre 1792 sur l'État-civil : les registres paroissiaux sont désormais tenus par les municipalités, les curés déposent leurs registres à la Commune.

## Constitution et statut des archives privées
Les archives privées ont toutes sortes d'origines possibles, puisque n'étant pas limitées par le cadre des institutions publiques :
- sociétés
- entreprises privées
- associations
- associations cultuelles
- congrégations religieuses
- écoles, collèges, lycées privés
- Laboratoires et centres de recherche privés
- individus (en dehors de l'exercice d'activités de service public ou de mandat électif)

## Protection et classement
Les archives privées sont l'objet des 16 articles du titre III de la loi du 3 janvier 1979 (devenu la section 2 du chapitre 2 du titre premier du livre II du code du patrimoine). Elles peuvent faire l'objet d'une mesure de classement comme archives historiques, par arrêté du ministre de la Culture. 
« La protection et le répertoriage de fonds d'archives conservés par des familles, des paroisses, des entreprises et maisons de commerce, des cabinets d'architectes, des associations de toute nature, etc., est l'une des préoccupations majeures des Services d'Archives. Même si ces documents peuvent sembler peu nombreux ou très récents, leur dépôt est vivement recommandé. Cette formalité s'opère sans aucuns frais pour les déposants, ni droits de garde et n'entraîne pas de transfert de propriété. Un contrat sous seing privé est passé avec le préfet du département, un exemplaire du répertoire rédigé est adressé au dépositaire. Microfilms ou photocopies peuvent être également effectués. » (Guide des archives de l'Eure, par Claude Lannette, Évreux, 1982, p. 19)

## Archives privées et archives publiques
À la Révolution, nombre de fonds d'archives que nous qualifierons aujourd'hui de privées (archives d'abbayes, de juridictions féodales, de collèges etc.) ont été saisies par la collectivité et intégrées aux archives publiques. 
Les archives privées peuvent être acquises par une collectivité ou institution publique chargée de la conservation des archives, soit par achat, don (art. 931 du Code civil), legs (art. 969 et suiv. du même code) ou dation (loi du 31 décembre 1968 et décret du 10 novembre 1970). Elles sont alors intégrées aux collections publiques et bénéficient de la protection attachée au domaine public : imprescriptibilité, inaliénabilité, insaisissabilité (art. L2111-1 du Code général de la propriété des personnes publiques ). Néanmoins elles gardent leur statut d'archives privées, découlant de leur mode de production (art. L211-1 L211-5 du Code du patrimoine), et sont communiquées selon des règles propres (art. L213-6 du Code du patrimoine).
Enfin les archives privées peuvent être déposées dans des institutions publiques ou privées de conservation des archives. Elles n'entrent pas alors dans le domaine public, et restent propriété privée. Leurs conditions de communication sont réglées par le mode d'une convention de dépôt (art. L213-6 du Code du patrimoine).

## Archives nationales du monde du travail
Créées en 1983, les Archives nationales du monde du travail ont pour mission de conserver et de communiquer au public des archives définitives provenant d’entreprises, de syndicats et plus généralement de personnes ou d’organismes ayant eu des activités économiques et sociales.